# Louis Bailly
Louis Octave Bailly est un altiste franco-canadien, né le 13 juin 1882 à Valenciennes et mort le 21 novembre 1974 à Cowansville au Québec.

## Biographie
Louis Octave Bailly est le fils de Louis Octave Bailly, typographe et de Marie Henriette Desforges.
Il reçoit le 1er prix du Conservatoire en alto (instrument à cordes) en 1899. 
Il épouse en 1908 au Crotoy, Renée Louise Lavielle, puis en secondes noces, il convole à New-York en 1922 avec Helen Hewitt.
Bailly est membre de l’orchestre de l’Opéra-comique, puis de l’Opéra, et enfin alto solo dans l'Orchestre Lamoureux. 
Il est membre de la Société des concerts du Conservatoire (de 1907 à 1912). 
Il est altiste au sein de plusieurs quatuors, notamment: Capet (de 1903 à 1911), Geloso (de 1911 à 1914), Flonzaley (de 1917 à 1924).
Bailly est Professeur à l'Institut Curtis de Philadelphie (1925-40) puis au Conservatoire du Québec (1943-57). 
Il est naturalisé Canadien en 1950.